# Hess Creek (Yukon River)
Der Hess Creek ist ein etwa 145 Kilometer langer linker Nebenfluss des Yukon River im Zentrum des US-Bundesstaats Alaska.

## Flusslauf
Er bildet sich im Interior an der Westflanke der Tanana Hills aus dem Zusammenfluss von North Fork und South Fork Hess Creek. Der Hess Creek fließt westwärts und mündet 29 Kilometer nordöstlich von Rampart in den Yukon River. Der Dalton Highway kreuzt den Flusslauf bei Flusskilometer 79 (⊙). Dort befindet sich ein Abflusspegel. 36 km oberhalb der Mündung trifft der Troublesome Creek von Süden kommend auf den Hess Creek. Der Hess Creek weist ein stark mäandrierendes Verhalten mit zahlreichen Flussschlingen und Altarmen auf.

## Name
Die Bezeichnung der Ureinwohner Alaskas für den Fluss wurde 1896 von C. W. Raymond als „Yokuchargut“ dokumentiert. W. H. Dall verwendete 1870 die Schreibweise „Yukutzcharkat“ und berichtete, dass F. E. Ketchum 1866 den Fluss nach seinem Freund Frederick Whymper, einem Teilnehmer einer Expedition der Western Union Telegraph Company, „Whymper River“ genannt hatte.
Heute ist der Hess Creek nach dem Goldprospektor Mike Hess, der 1892 Gold an dem Fluss fand, benannt.

## Einzugsgebiet
Der Hess Creek entwässert ein 3082 km² großes Areal, das sich über den Nordwesten des Yukon-Tanana-Hochlands erstreckt. Das Einzugsgebiet des Hess Creek grenzt im Norden an das des oberstrom gelegenen Yukon River, im Osten an das des Beaver Creek, im Süden an das des Tolovana River sowie im Westen an das des Minook Creek.

## Quellflüsse

### North Fork Hess Creek
Der North Fork Hess Creek ist der 34 km lange rechte Quellfluss des Hess Creek. Das Quellgebiet liegt 55 km nordöstlich von Livengood auf einer Höhe von etwa 700 m. Er fließt in überwiegend südwestlicher Richtung zum Zusammenfluss mit dem South Fork Hess Creek.

### South Fork Hess Creek
Der South Fork Hess Creek ist der etwa 24 km lange linke Quellfluss des Hess Creek. Er entsteht am Zusammenfluss von Goldstream Creek und Alabam Creek. Er fließt in nördlicher Richtung zum Zusammenfluss mit dem North Fork Hess Creek.

## Flussfauna
Zur Flussfauna des Hess Creek gehören die Arktische Äsche, Hecht und Coregoninae (whitefish). An der Mündung des Hess Creek kommen außerdem Stenodus nelma und Quappe vor.